# Tlapacoya
Tlapacoya é uma importante sítio arqueológico no México, situado no sopé do vulcão Tlapacoya, situado a sudeste da Cidade do México, na margem do antigo lago Chalco. Foi um importante centro da cultura de Tlatilco e os artefactos aqui encontrados indicam importante influência olmeca.
Tlapacoya é conhecido em especial pelas suas figuras de terracota, criadas de um modo geral entre 1500 e 300 AEC e representativas do período pré-clássico.
Tlapacoya foi também um centro produtor dos chamados "potes dragão". Estes utensílios de fundo raso e forma cilíndrica têm superfícies brancas ou amareladas nas quais foram gravados desenhos quase abstractos ao estilo olmeca, sobretudo de jaguares-homens.

## Vestígios mais antigos
Além das figuras e outros artefactos da época 1500 - 300 AEC, foram também encontrados restos humanos e animais, alguns dos quais poderiam ter até 25 000 anos de idade.
Silvia González et al. publicaram resultados de sua investigação segundo os quais "um crânio de Tlapacoya é o primeiro humano datado no México com uma idade de 9730 ± 65 anos". Tratar-se-á do segundo vestígio humano mais antigo das Américas, a seguir à mulher de Buhl de Idaho.
As descobertas mais controversas provenientes de Tlapacoya são artefactos datados por alguns investigadores como tendo aproximadamente 25 000 anos de idade. Se estes resultados forem confirmados, tratar-se-ia de uma das datações mais antigas para a ocupação humana das Américas, descredibilizando as teorias actualmente dominantes sobre o povoamento humano do Novo Mundo.
Entre estas evidências encontram-se ossos de urso-negro e de duas espécies de veado que apareceram em amontoados de resíduos associados a restos de fogueiras com 22 000 anos de idade, bem como uma lâmina curva de obsidiana que foi encontrada sob um tronco de árvore enterrado. Os ossos foram datados com a idade de 24 000 anos (± 4 000 anos) e 21 700 anos (± 500 anos) (Lorenzo e Mirambell 1999:488-489). O tronco sobre a lâmina de obsidiana foi datado com 24 000 anos de idade (± 1 000 anos) e esta foi datada com 21 250 a 25 000 anos de idade pelo método de hidratação de obsidiana.
Estas idades muito antigas pré-Clóvis têm sido disputadas por vários arqueólogos.

## Situação do local
O sítio foi descoberto em finais da década de 1960 durante a construção da estrada Cidade do México - Puebla. Desde então foi quase totalmente obliterado por obras de construção rodoviária.

### Ligações para imagens de figuras de Tlapacoya
- (em inglês)"A beautiful example from the early settlement of Tlapacoya . . . with undeniable Olmec inspiration"
- (em inglês)A more primitive figurine
- (em inglês)Standing Tlapacoya Pottery Female, Pre Classic Period, ca. 800 to 300 BCE